# Otto Rippert
Otto Rippert (22 d'octubre de 1869 - 15 de gener de 1940) va ser un director de cinema alemany durant l'era del pel·lícula muda.

## Biografia
Rippert va néixer a Offenbach am Main, Alemanya, i va començar la seva carrera com a actor teatral, treballant en teatres a Baden-Baden, Forst (Lausitz), Bamberg i a Berlín. El 1906, va actuar la seva primera pel·lícula a Baden-Baden per a la Gaumont francesa. El 1912 va aparèixer (complet amb una barba enganxada) com el milionari Isidor Straus a In Nacht und Eis, una de les primeres pel·lícules sobre l'enfonsament del RMS Titanic'.
La pel·lícula va ser realitzada per Continental-Kunstfilm de Berlín, on Rippert va continuar treballant com a director, fent unes deu pel·lícules entre 1912 i 1912. 1914. Tanmateix, la seva reputació com un dels pioners del cinema mut alemany es basa en alguns dels seus èxits posteriors, per exemple Homunculus i Pest in Florenz .
Homunculus, produïda per Deutsche Bioskop el 1916, és una pel·lícula de sis parts de ciència-ficció en sèrie que involucra científics bojos, androides sobrehumans i tecnologia sinistra. El guió va ser escrit per Robert Reinert, i la pel·lícula presagia diversos elements de la Metropolis de Fritz Lang de 1927, a més de servir com a model per a adaptacions posteriors del Frankenstein de Mary Shelley en lloc de la versió de 1910. El tema de Homunculus és similar a una pel·lícula anterior sobre un ésser monstruós creat per l'home, Der Golem (Paul Wegener, 1915).
Fritz Lang va escriure el guió de l'èpica històrica de Rippert Pest in Florenz (1919), la primera pel·lícula (de setze, a partir del 2007) que presenta la pesta negra. El càmera era Emil Schünemann, que estava darrere de l'objectiu de In Nacht und Eis .
Després de 1924, Rippert va deixar de dirigir pel·lícules i va treballar com a editor de pel·lícules. Va tenir un ictus el 1937 i va morir a Berlín el 1940.

## Filmografia
Actor
- In Nacht und Eis, directed by Mime Misu (1912)

Director
- Zwischen Himmel und Erde (1912)
- Die fremde Legion (1912)
- Gelbstern (1912)
- Mannequins (1913) (1913)
- Zertrümmerte Ideale (1913)
- Scheingold (1913)
- Wie die Blätter... (1913)
- Surry der Steher (1913)
- Nach dem Tode (1913)
- Die Mustercollection (1914)

(totes les posteriors foren produïdes per Continental-Kunstfilm)
- Homunculus, 1. Teil - Der künstliche Mensch (1916)
- Homunculus, 2. Teil - Das geheimnisvolle Buch (1916)
- Homunculus, 3. Teil - Die Liebestragödie des Homunculus (1916)
- Homunculus, 4. Teil - Die Rache des Homunculus (1916)
- Homunculus, 5. Teil - Die Vernichtung der Menschheit (1916)
- Homunculus, 6. Teil - Das Ende des Homunculus (1916)
- Friedrich Werders Sendung (1916)
- BZ-Maxe & Co. (1916)
- Der Tod des Erasmus (1916)
- Die Stricknadeln (1916)
- Das Buch des Lasters (1917)
- Der Schwur der Renate Rabenau (1917)
- Wer küßt mich? (1917)
- Wenn die Lawinen stürzen (1917)
- Das Mädel von nebenan (1917)
- Der Fremde (1917)
- Und wenn ich lieb' nimm dich in acht...! (1917)
- Die Tochter der Gräfin Stachowska (1917)
- Die gute Partie (1917)
- Die Krone des Lebens (1918)
- Der Weg, der zur Verdammnis führt, 1.Teil - Das Schicksal der Aenne Wolter (1918)
- Das Glück der Frau Beate, co-director Alwin Neuß (1918)
- Baroneßchen auf Strafurlaub (1918)
- Arme Lena (1918)
- Heide-Gretel (1918)
- Das verwunschene Schloß (1918)
- Die fromme Helene (1918)
- Inge (1918 film)
- Der Weg, der zur Verdammnis führt, 2.Teil - Hyänen der Lust
- Hotel Wasserhose
- Pest in Florenz (1919)
- Die Frau mit den Orchideen (1919)
- Der Totentanz (1919)
- Gräfin Walewska (1920)
- Der Menschheit Anwalt
- Schatten einer Stunde
- Wie Satan starb
- Teufelchen
- Aschermittwoch (1921)
- Susanne Stranzky
- Die Abenteuer der schönen Dorette
- Die Beute der Erinnyen
- Tingeltangel (1922)
- Die brennende Kugel
- Winterstürme (1924)
- Die Tragödie zweier Menschen (1925)